# Нитроловые кислоты
Нитроловые кислоты - соединения общей формулы RC(NO2)=NOH.

## Синтез
Классическим методом синтеза нитроловых кислот является нитрозирование замещенных нитрометанов, впервые такой синтез был проведен Мейером в 1874 г. с нитроэтанов в качестве нитроалкана:
{\displaystyle {\mathsf {RCH_{2}NO_{2}+HNO_{2}\rightarrow RC(NO_{2}){\text{=}}NOH+H_{2}O}}}
Реакция обычно проводится подкислением реакционной смеси, содержащей соль аци-формы нитросоединения с нитритом натрия.
Нитроловые кислоты также могут быть синтезированы нитрованием ацилальдоксимов:
{\displaystyle {\mathsf {RCH{\text{=}}NOH+HNO_{3}\rightarrow R(CO)C(NO_{2}){\text{=}}NOH+H_{2}O}}}
Ацилнитроловые кислоты могут быть синтезированы нитрованием ацилальдоксимов, которые получают нитрозированием метилкетонов:
{\displaystyle {\mathsf {RCOCH_{3}+HNO_{2}\rightarrow RCOCH{\text{=}}NOH+H_{2}O}}}
{\displaystyle {\mathsf {RCOCH{\text{=}}NOH+HNO_{3}\rightarrow R(CO)C(NO_{2}){\text{=}}NOH+H_{2}O}}}

## Реакционная способность
Нитроловые кислоты таутомерны с псевдонитролами RCH(NO2)NO, равновесие существенно смещено в сторону нитроловой формы. За счет электронакцепторного заместителя у оксимного атома углерода нитроловые кислоты проявляют кислотные свойства (благодаря чему и получили свое название) и с щелочами образуют окрашеные в красный цвет соли.
Под действием окислителей (пероксид водорода, пероксокарбоновые кислоты, хромовый ангидрид в уксусной кислоте) нитроловые кислоты окисляются до гем-динитрометанов:
{\displaystyle {\mathsf {RC(NO_{2}){\text{=}}NOH\rightarrow RCH(NO_{2})NO}}}
RCH(NO2)NO + [O] {\displaystyle \to } RCH(NO2)2
{\displaystyle {\mathsf {RCH(NO_{2})NO+[O]\rightarrow RCH(NO_{2})_{2}}}}
Тетраоксид диазота по тотношению к нитроловым кислотам действует одновременно как нитрующий агент и окислитель, реакция с ним ведет к образованию тринитрометанов:
{\displaystyle {\mathsf {RC(NO_{2}){\text{=}}NOH+N_{2}O_{4}\rightarrow RC(NO_{2})_{3}}}}
При обработке концентрированной серной кислотой нитроловые кислоты отщепляют оксид азота(I), образуя карбоновые кислоты:
{\displaystyle {\mathsf {RC(NO_{2}){\text{=}}NOH\rightarrow RCOOH+N_{2}O}}}
При нагревании в инертных растворителях нитроловые кислоты отщепляют азотистую кислоту с образованием нитрилоксидов:
{\displaystyle {\mathsf {RC(NO_{2}){\text{=}}NOH\rightarrow RC\equiv N^{+}{\text{-}}O^{-}+HNO_{2}}}}
Эта реакция является одним из препаративных методов синтеза последних.
Поскольку нитрилоксиды, будучи высокореакционноспрсобными 1,3-диполярными соединениями, димеризуются в фуроксаны, то в препаративных синтезах 1,3-диполярного присоединения нитрилоксиды из нитроловых кислот обычно получают in situ, в смеси с 1,3-диполярофилами.